# Alpha Magnetic Spectrometer
Alpha Magnetic Spectrometer neboli AMS-02 je experimentální modul částicové fyziky, který byl namontován 19. května 2011 na Mezinárodní vesmírnou stanici při misi raketoplánu Endeavour STS-134. Prototyp AMS-01, zjednodušená verze detektoru, byl vyroben mezinárodním konsorciem pod vedením Samuela Tinga a letěl do vesmíru na palubě raketoplánu Discovery při misi STS-91 v červnu 1998. AMS-01 nedetekoval antihelium, přičemž jednak potvrdil funkčnost konceptu přístroje, jednak stanovil horní limit 1,1×10−6 poměru antihelia ku heliu. Kompletní verze detektoru pod názvem AMS-02 byla doručena na Kennedyho vesmírné středisko 26. srpna 2010. Na projektu se podílela i firma G.L. Electronic z Brna.
Kritici experimentu tvrdí, že jde jen o zástěrku NASA, aby se na Mezinárodní kosmické stanici dělala nějaká lepší věda.